# Quartett!
『Quartett!』（カルテット）は2004年4月23日にLittlewitchより発売されたWindows用のアダルトゲームである。2006年9月28日にはPlayStation 2版『Quartett! 〜THE STAGE OF LOVE〜』が発売された。

## 概要
本作はカルテットに入った主人公の恋愛模様を描くため、攻略ヒロインは3人である。
シナリオ執筆にあたり、ダウンタウンの「ごっつええ感じ」のDVDを参考にしている。シナリオを書くにあたって、ユニの性格は複雑なため後半の展開に苦労したとシナリオライターは語っている。
作中で使用されている曲の多くがカルテットにより実際に演奏されている。楽曲の製作にはゲームがもう一本作れる程のお金がかかっている。
音楽の名門校を舞台にしているため、制服にはこだわりがあり、巷にあふれているセーラーやブレザーを避けてクラシックをコンセプトにした制服にデザインされている。
漫画的なコマ割りでコマ内のキャラクター達が動き回り進行する「フローティング・フレーム・ディレクターシステム」が採用されている。

## ストーリー
（出典：）
主人公・「フィル・ユンハース」は独学でヴァイオリンを学ぶ見習い楽器職人である。祖父の代理として参加したミサでの演奏を認められ、名門校として名高いマグノリア音楽院にフィルはスカウトされる。音楽院で彼は少し変わった3人の女の子達と出会う。彼女達とカルテットを組み、フィルは「マグノリア・カルテット・コンクール」への出場を目指すことになる。

## キャラクター
＊声はPS2版のもの。

### メインキャラクター
（出典：）
フィル・ユンハース
声：櫻井孝宏
カルテット内では第2ヴァイオリン担当。病気で倒れた祖父の代わりにミサでバイオリンを弾いているところがクラリサの目に止まり、マグノリア音楽院に編入する。クラシックの正式な教育は受けていないが、人を惹きつける演奏をする。
シャルロット・フランシア
声：清水愛
誕生日：11月11日 血液型：AB
T/B/W/H 136/60/46/65 体重：30kg
フィルが入ったカルテットの第1ヴァイオリン担当で、カルテットのリーダー的存在。マグノリア音楽院の学長の娘である。真面目な反面、気が強い一面もある。かつて「神童」と呼ばれ、幼い頃からコンクールなどで優秀な成績を修めてきた。136cmと低いその身長がコンプレックスであり、恋愛を苦手としている。
ユニ・アルジャーノ
声：新谷良子
誕生日：6月1日 血液型：B
T/B/W/H 153/78/52/82 体重：41kg
カルテットではヴィオラ担当。イタリア出身。陽気なムードメーカーで、どこか変わった印象の女の子。メイの双子の姉。奇妙な言動が多く、いたずら好きである。過去にある事情からヴァイオリンからヴィオラに転向したのだが、それがコンプレックスとなっている。
李・淑花（リ・スウファ）
声：生天目仁美
誕生日：2月26日 血液型：A
T/B/W/H 167/92/56/84 体重：46kg
カルテットのチェロ担当。物静かでおとなしい雰囲気の華人系の女の子。照れ屋で口数は少なく、引っ込み思案だが優しいところもある。複雑な家庭環境で育てられたために、やや人間不信のきらいがある。

### サブキャラクター
（出典：）
リーナ・ユンハース
声：広橋涼
フィルの妹。どこか抜けている兄とは対照的にしっかりしている。その一方でませている一面もある。
メイ・アルジャーノ
声：池澤春菜
ユニの双子の妹。フィル達のカルテットのライバルカルテットの第1ヴァイオリン担当。音楽院屈指の才能と実力を持つ。ユニのことを溺愛している。
ハンス・クラウバー
声：下野紘
ライバルカルテットの第2ヴァイオリン担当。メンバーで最年長である。音楽を学ぶために実家を飛び出すほと音楽に対して情熱を持っている。
ジゼル・シュトルツェンベルク
声：沢城みゆき
ライバルカルテットのチェロ担当。大富豪の令嬢で、世間知らずで思い込みが激しい。
シニーナ・ビノテーク
声：浅川悠
ライバルカルテットのヴィオラ担当。学校に通いながらカフェで働く苦学生である。メンバーのまとめ役であり、姉御肌な性格をしている。
クラリサ・フリューゲル
声：友永朱音
マグノリア音楽院の教師。フィルを学院に引き込んだ張本人である。既成の概念にとらわれない自由人。学院きっての変人教師でもある。かつては天才と評される音楽家だった。
ソフィ・マイヤー
声：浅野真澄
シャルロット達のカルテットの元メンバー。家庭の事情から学院から去ることになる。実力はシャルと肩を並べるほど高い。

## 用語解説
マグノリア音楽院
シャルロットたちが通い、フィルが編入する事になる音楽の名門校。中世貴族の館を改修して作られたキャンパスには若き音楽家の卵たちが全国から集まってくる。学院の名称である「マグノリア」とは木蓮の花のことであり、校章に使用されている。

## スタッフ
- 原画：大槍葦人
- シナリオ：飯田和彦
- 音楽：hosplug（細井聡司）[3]